# Nicolasito Pertusato
Nicolás Pertusato també conegut com a Nicolasito Pertusato (1635 - 1710), va ser un nan italià al servei de la cort espanyola durant els regnats de Felip IV i Carles II.
De família noble del Milanesat, Nicolasito va néixer a Alessandria. El seu nom, com el de molts estrangers, el transcrivien vagament els amanuenses de palau i amb el temps, molts investigadors van dividir la seva personalitat en dos, de manera que Nicolás de Pertusato era l'ajudant de cambra i Nicolasito Portosato el nan; malgrat tot, es pot assegurar que es tracta d'un sol individu i aquest és el retratat per Velázquez a Las Meninas.
Va ingressar en palau el 1650 tenint a la reina Marianna d'Àustria a la seva principal valedora. El 1675 és nomenat Ayuda de Cámara, càrrec inusual entre els de la seva condició, passant des d'aleshores a ésser anomenat el senyor Nicolás. A part d'això, a la biografia de Nicolasito, el més interessant és que va morir als 65 anys aproximadament i sense legitimaris, deixant els seus béns a la senyora Paula d'Esquivias. Pertusato va atorgar el seu testament l'any 1703 davant de Sebastián Navarro, escrivà de La seva Majestat obrint-se davant del senyor Manuel Riguero, Tinent Corregidor de Madrid, en 20 de juny de 1710. Per l'encapçalament del testament es coneix la seva pàtria.
Pablo Picasso també el va retratar en la seva anàlisi de Las Meninas, i fins i tot li va dedicar un retrat i un quadre on apareix tocant el piano.